# 格雷律師學院

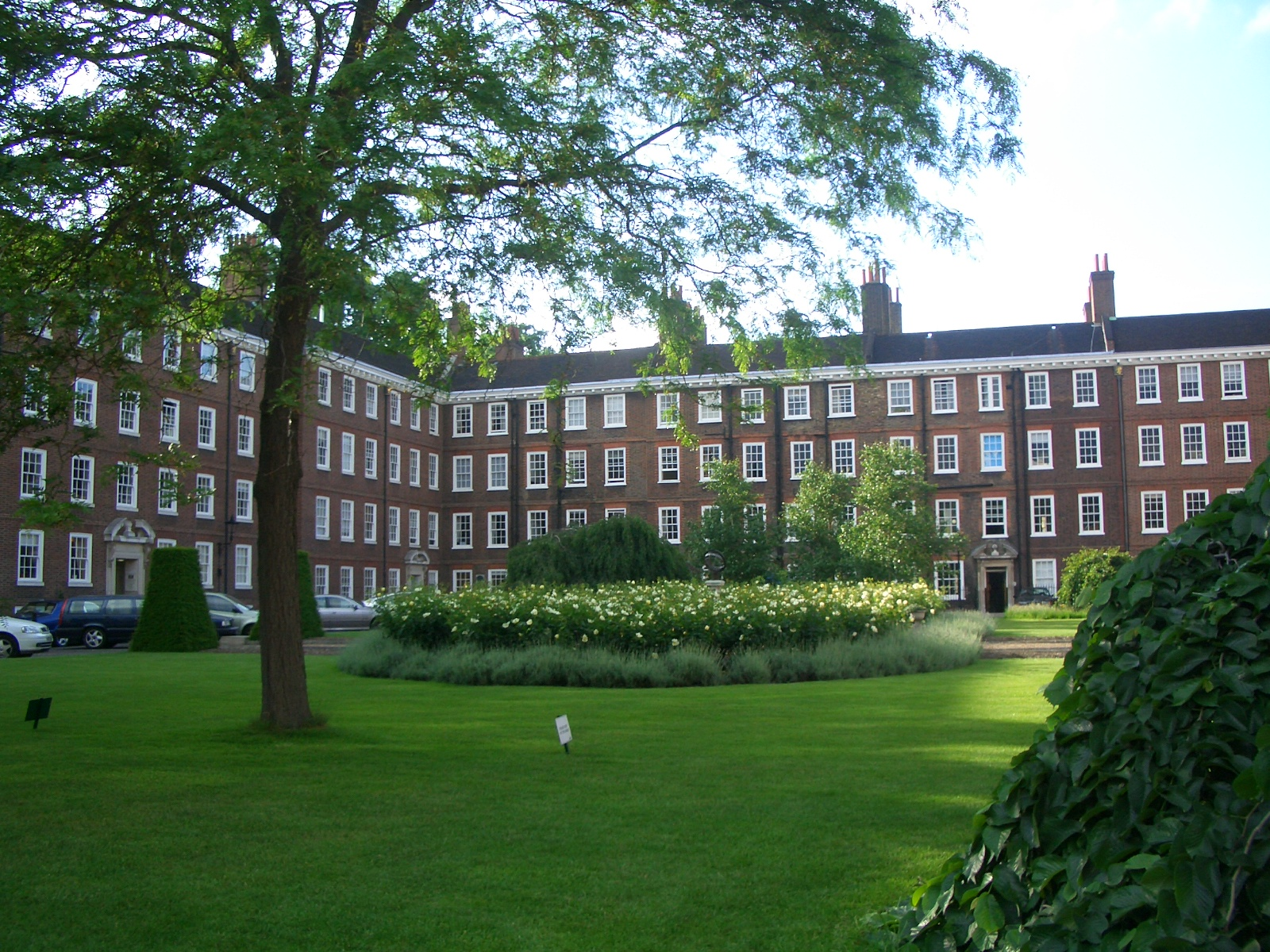
格雷律師學院

尊貴的格雷律師學院（英語：The Honourable Society of the Gray's Inn），簡稱格雷律師學院（Gray's Inn），是英國倫敦四所律師學院之一，負責向英格蘭及威爾斯的大律師授予執業認可資格。格雷律師學院的歷史可上溯至公元14世紀，學院以威爾頓的格雷勳爵（Lord Grey de Wilton）命名。
格雷律師學院座落於霍爾本正街（High Holborn）與格雷律師學院路（Gray's Inn Road）一帶。

## 校友
- 斯皮羅斯·基普里亞努，第二任賽普勒斯塞浦路斯总统。
- 格拉夫科斯·克萊里季斯，第四任塞浦路斯总统。
- 塔索斯·帕帕佐普洛斯，第五任塞浦路斯总统。

## 外部連結
51°31′11.10″N 00°06′46.39″W / 51.5197500°N 0.1128861°W